# Thomas Körber
Thomas Körber (* 5. August 1956) ist ein ehemaliger deutscher Fußballspieler.

## Werdegang
Der Abwehrspieler Thomas Körber begann seine Karriere beim SVA Gütersloh in der Verbandsliga Westfalen. Im Sommer 1976 wechselte er zum Zweitligisten SC Herford. Er feierte sein Zweitligadebüt am 14. August 1976 beim 3:1-Sieg gegen die SG Wattenscheid 09. Zwei Jahre später stieg Körber mit seiner Mannschaft in die Oberliga Westfalen ab und schaffte im Jahre 1979 die Meisterschaft und den direkten Wiederaufstieg. Körber wechselte allerdings zum Oberligisten FC Gütersloh. Für die Herforder absolvierte er 35 Zweitligaspiele und erzielte dabei ein Tor.